# Hipoplasia vaginal
Hipoplasia vaginal é um defeito de nascença caracterizado por vagina subdesenvolvida ou de tamanho reduzido, principalmente devido a um número reduzido de células. É um tipo de distúrbio do desenvolvimento sexual frequentemente associado a anormalidades renais, cardíacas ou esqueléticas. Esses distúrbios ocorrem quando a vagina está incompletamente desenvolvida (hipoplasia) ou completamente ausente (agenesia vaginal). Embora a condição esteja presente no nascimento, a maioria permanece sem diagnóstico até a adolescente atingir a puberdade e perceber que não está menstruando.

## Sinais e sintomas
A gravidade da hipoplasia vaginal pode variar, desde menor que o normal a completamente ausente. A ausência de vagina é resultado da agenesia vaginal. Diagnosticamente, pode ser semelhante a uma obstrução vaginal, como pode ser causada por um hímen imperfurado ou, menos comumente, por um septo vaginal transverso.
Como a vagina está ausente ou incompleta, pode ocorrer um acúmulo de fluxo menstrual em adolescentes com útero devido à falta de conexão entre o útero e o canal vaginal. Isso pode causar cólicas mensais e dores abdominais.